# Skenfrith

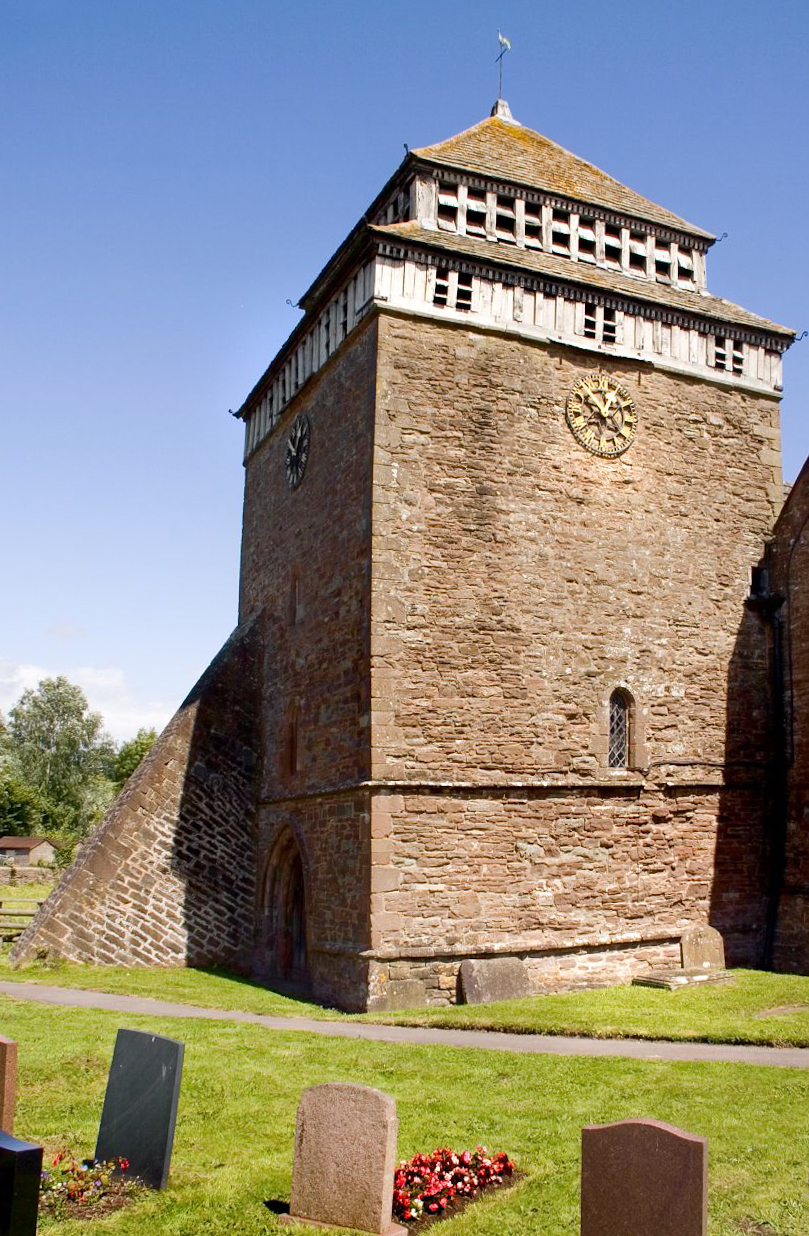
Skenfrith: la chiesa di Santa Brigida

Skenfrith (anticamente: Skenfreth; in gallese: Ynysgynwraidd è un villaggio del Galles sud-orientale, facente parte della contea del Monmouthshire e situato lungo il corso del fiume Monnow, che segna il confine con l'Inghilterra
Un tempo, faceva parte, insieme ai villaggi limitrofi, della centena omonima.

## Geografia fisica

### Collocazione
Skenfrith si trova nella parte centro-orientale della contea del Monmouthshire, all'incirca a metà strada tra Grosmont e Monmouth (rispettivamente a sud-est della prima e a nord-ovest della seconda).

## Monumenti e luoghi d'interesse

### Castello di Skenfrith
Edificio principale di Skenfrith è il castello: era in origine, assieme al castello di Grosmont e al White Castle a Llantilio Crossenny, uno dei tre castelli costruiti nell'XI secolo per proteggere i confini tra l'Inghilterra e il Galles meridionale, poi ricostruito nel XIII secolo da Hubert de Burgh.
|  |

### Chiesa di Santa Brigida
Altro edificio d'interesse è la chiesa di Santa Brigida, risalente al 1207.
All'interno della chiesa, si trova la tomba di John Morgan, l'ultimo governatore dei tre castelli citati sopra.